# Bogács
Bogács ist eine ungarische Gemeinde im Kreis Mezőkövesd im Komitat Borsod-Abaúj-Zemplén.

## Geografische Lage
Bogács liegt in Nordungarn, 30 Kilometer südwestlich des Komitatssitzes Miskolc, gut 10 Kilometer nördlich der Kreisstadt Mezőkövesd an den Flüssen Hór-patak und Szoros-patak, die sich im Ort vereinen. Nachbargemeinden sind Cserépfalu, Noszvaj und Tard. Nordwestlich des Ortes befindet sich ein Stausee.

## Sehenswürdigkeiten
- Aussichtsturm (Kilátó)
- Heimatmuseum (Tájház)
- Nepomuki-Szent-János-Statue
- Römisch-katholische Kirche Szent Márton, ursprünglich im 12. Jahrhundert erbaut, später mehrfach umgebaut und erneuert
- Schauspielerpark (Színészliget) mit dem Kreuz der ungarischen Bühnendarsteller (A magyar teatristák keresztje)
- Thermalbad
- Weinkeller

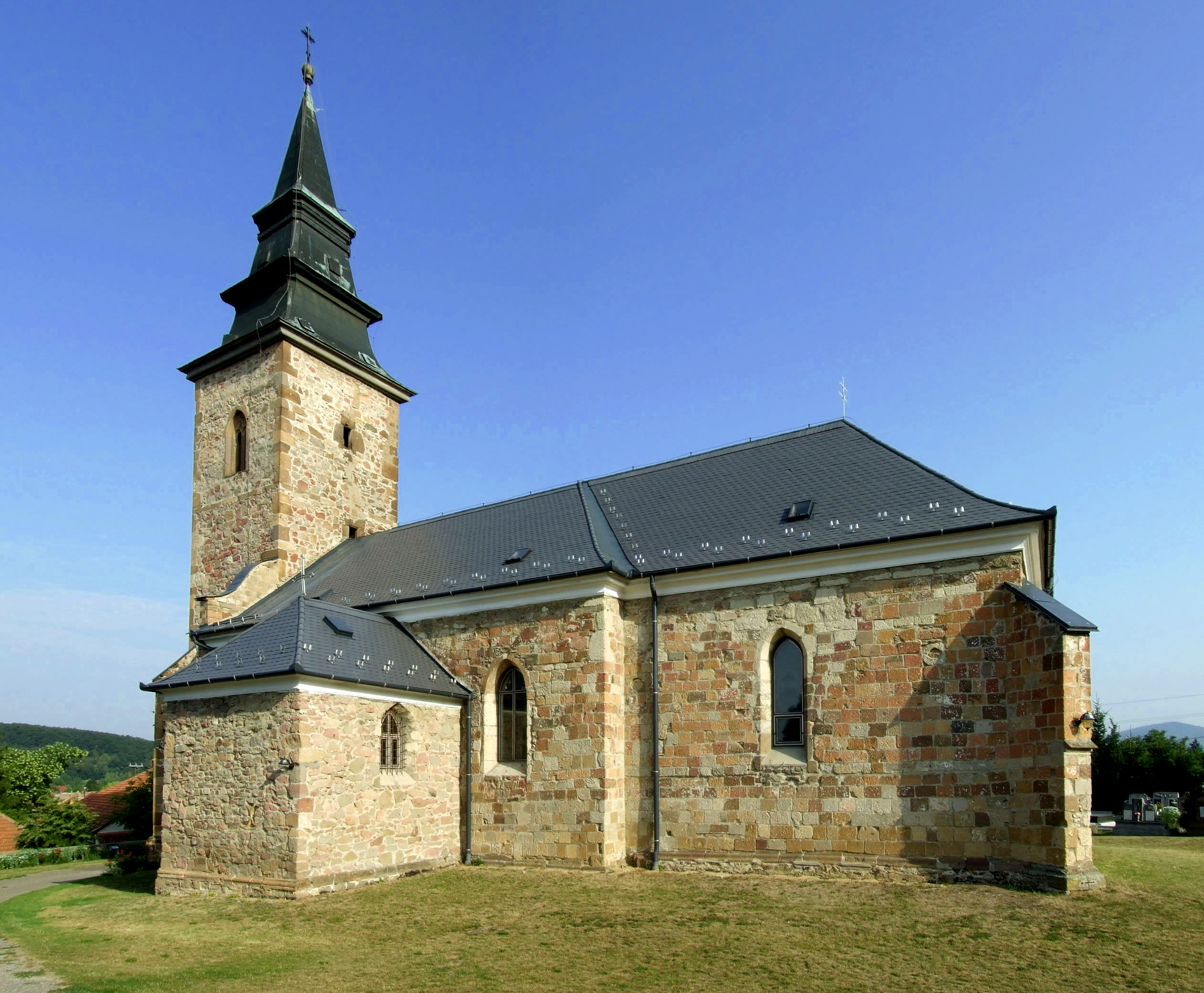
Römisch-katholische Kirche Szent Márton
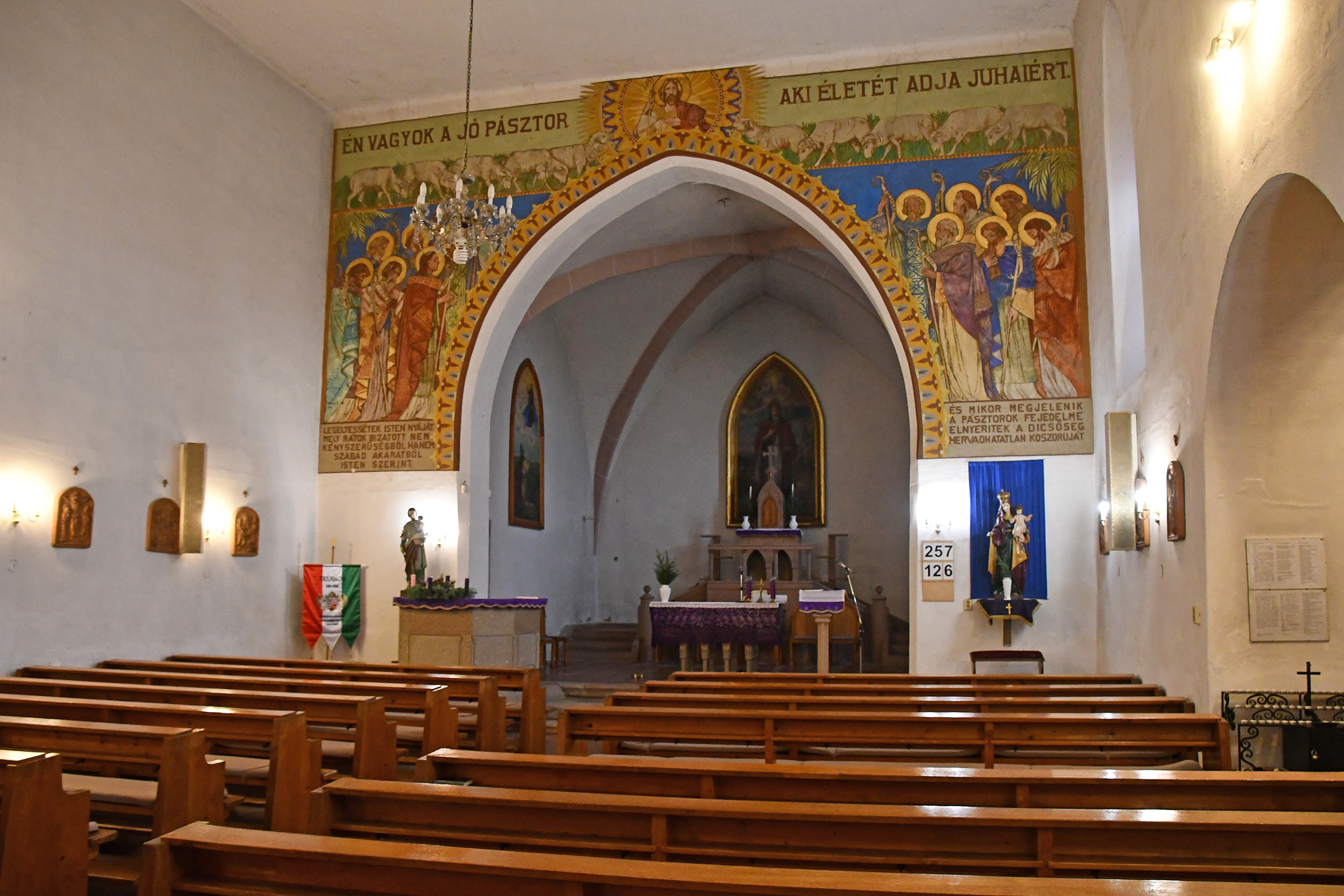
Innenraum der Kirche
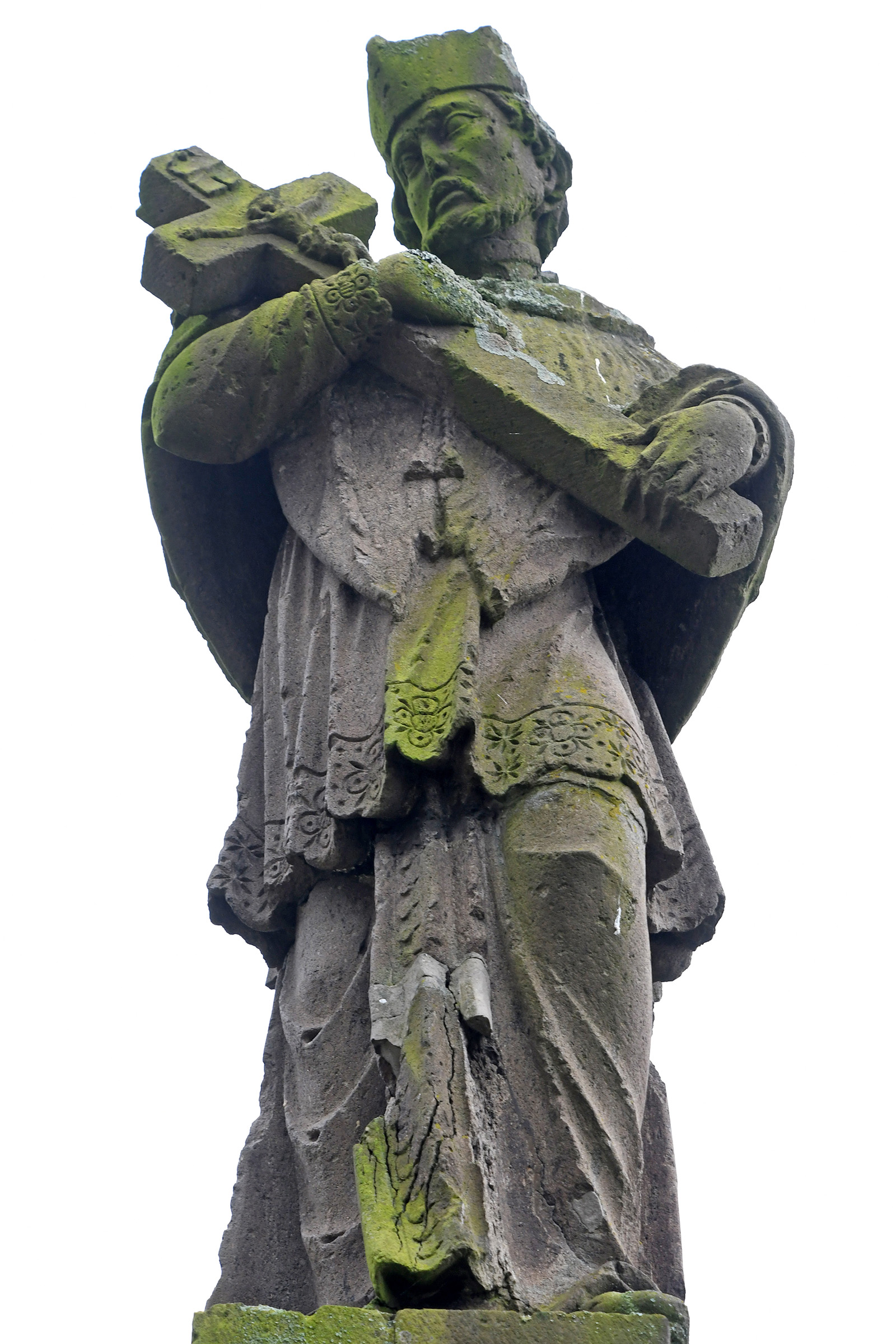
Nepomuki-Szent-János-Statue
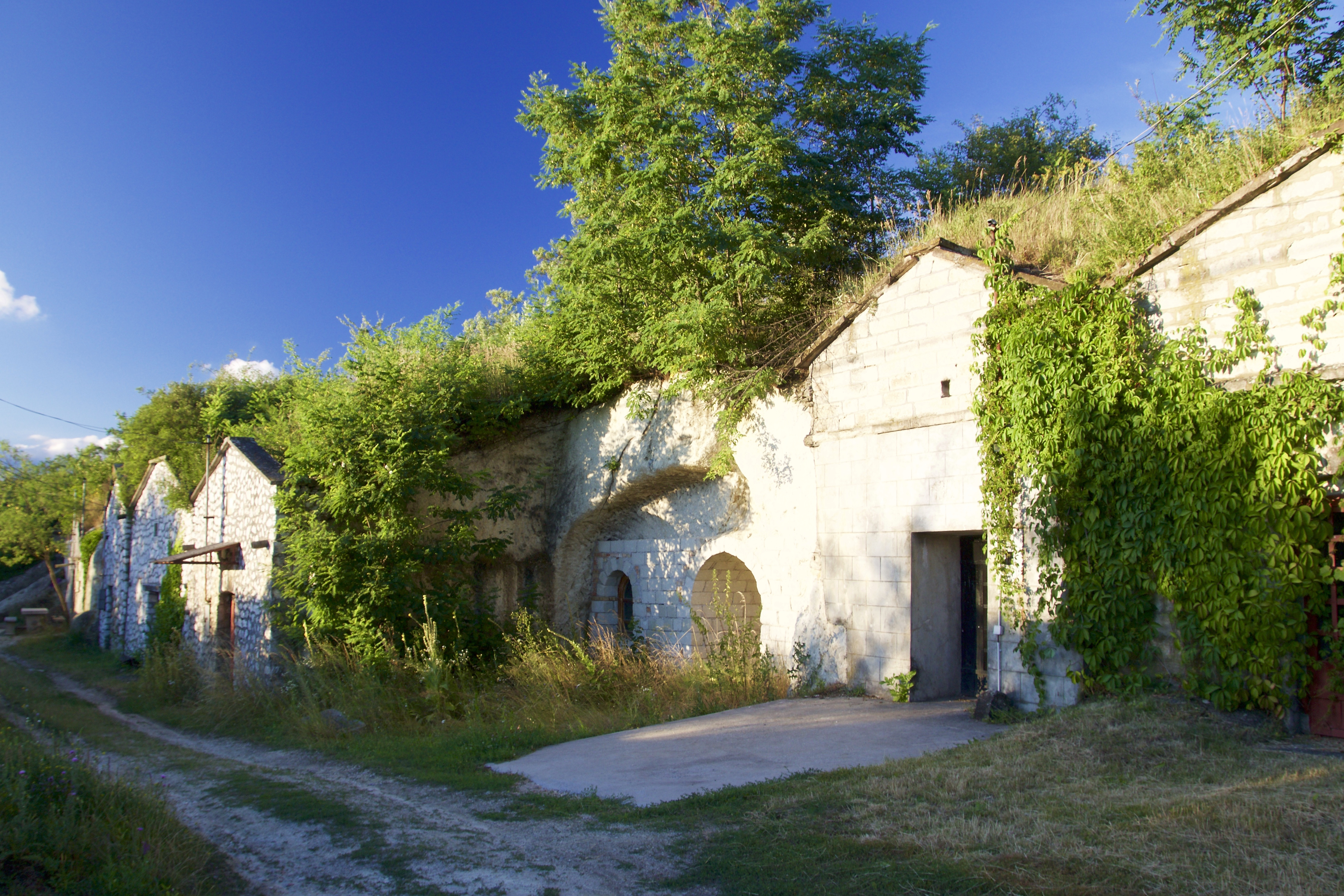
Weinkeller
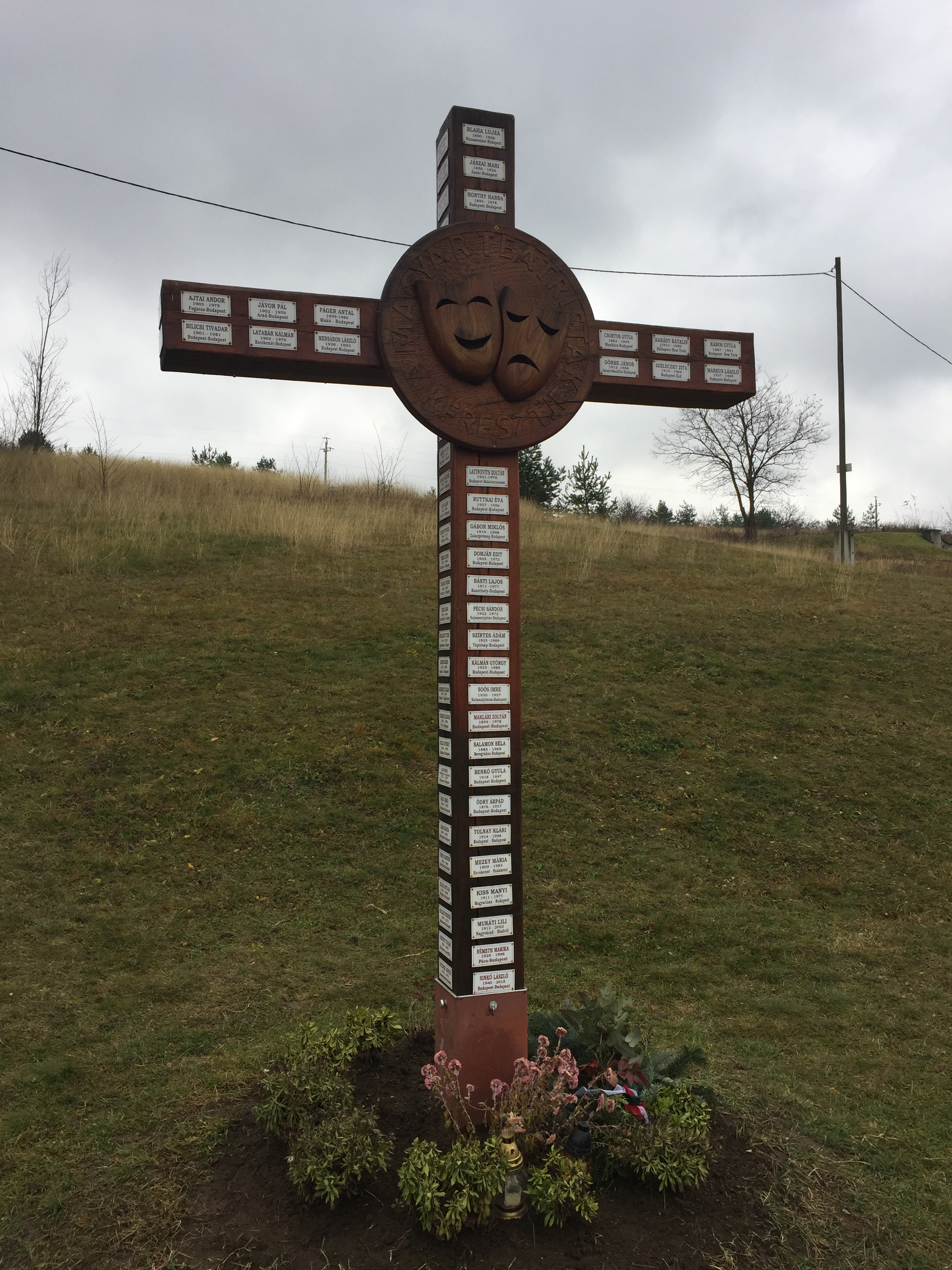
Kreuz der ungarischen Bühnendarsteller

## Verkehr
In Bogács treffen die Landstraßen Nr.  2504 und Nr. 2511 aufeinander. Es bestehen Busverbindungen nach Noszvaj, Mezökövesd sowie über Cserépfalu nach Bükkzsérc. Der nächstgelegene Bahnhof befindet sich in Mezökövesd.